# Elim (Alasca)
Elim é uma cidade localizada no estado americano de Alasca, no Distrito de Nome.

## Demografia
Segundo o censo americano de 2000, a sua população era de 313 habitantes.
Em 2006, foi estimada uma população de 314, um aumento de 1 (0.3%).

## Geografia
De acordo com o United States Census Bureau, a localidade tem uma área de 6,3 km², sem área coberta por água.

## Localidades na vizinhança
O diagrama seguinte representa as localidades num raio de 72 km ao redor de Elim.